# 愛知県立知立高等学校

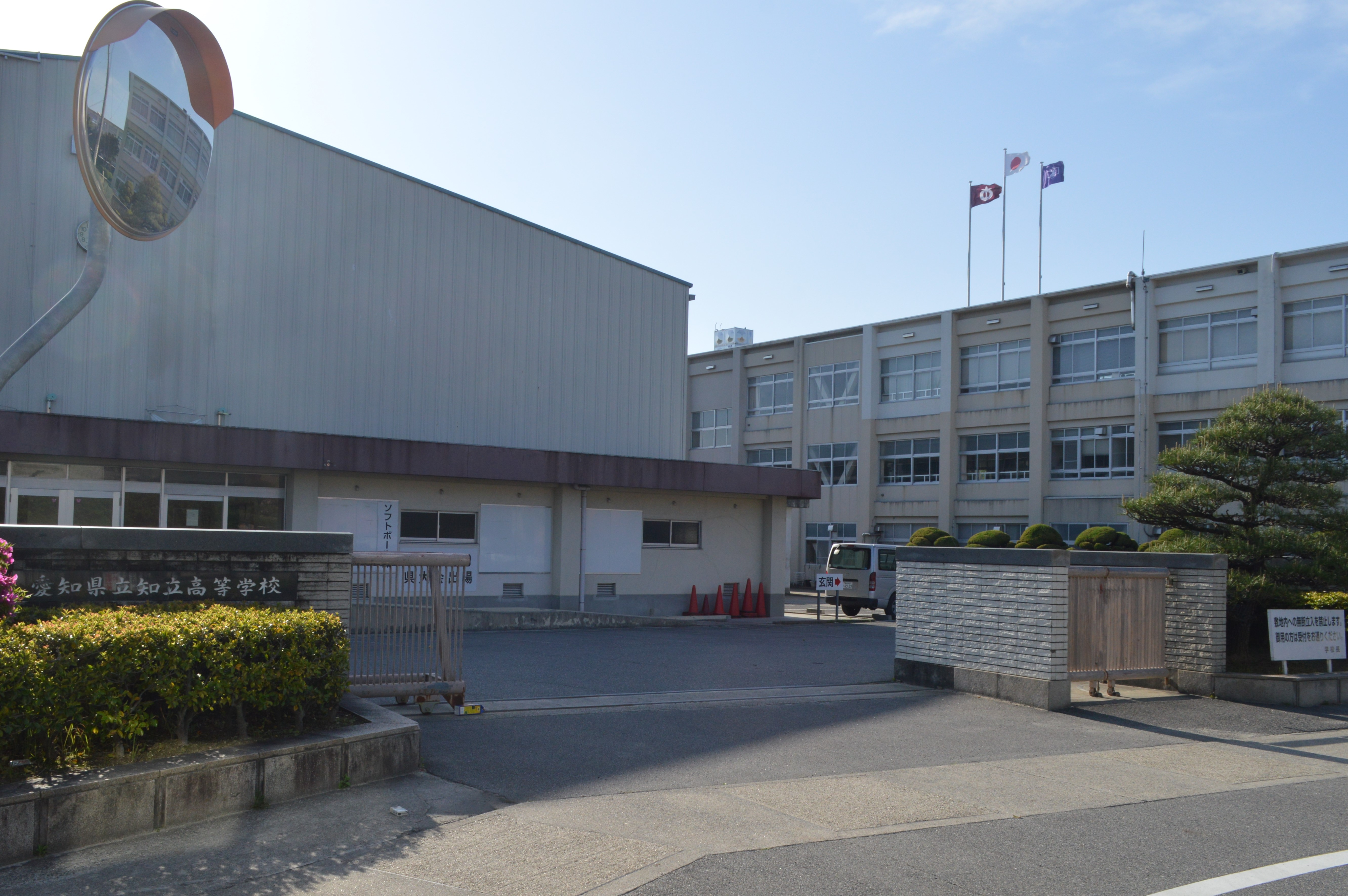
校門

愛知県立知立高等学校（あいちけんりつ ちりゅうこうとうがっこう）は、愛知県知立市弘法にある公立の高等学校。

## 概要
2019年（令和元年）度入学生から全県学区の総合学科の高校に改編された。これにより、現状調整特例がないため、交通至便な地にありながら普通科への志願が不可能だった名古屋市緑区や南区など、尾張地域全域からの進学系系列が志願可能になった。
2018年（平成30年）入学生まで普通科と商業系学科の高校だったが、元々商業高校だったため、かつて商業科の定員が普通科より多かった時期があり、募集停止前の普通科と商業系学科の募集人員は半々だった。
普通科は三河学区全域と尾張学区の豊明市、大府市、東浦町からの志願が可能だった。商業系学科は全県から志願が可能だった。
元々商業科があった名残から、日本の総合学科の高等学校としては珍しく、国家資格の基本情報技術者試験（FE）の午前科目免除制度の認定校となっている。

## 学科
- 総合学科（2019年（平成31年）入学生より)
  - 人間文化系列
  - 国際理解系列
  - サイエンス系列
  - 健康ライフ系列
  - 総合ビジネス系列
  - 会計マネジメント系列
  - 情報テクノロジー系列

- 2018年（平成30年）以前の入学生の学科
  - 普通科
  - 総合ビジネス科
  - 情報処理科

## 沿革
- 1949年（昭和24年） - 愛知県立岡崎高等学校知立分校として開校。
- 1954年（昭和29年） - 愛知県立刈谷高等学校知立分校を上重原町丁凪地内に建設。
- 1958年（昭和33年） - 愛知県立刈谷高等学校知立分校が移転独立、現在地に愛知県立知立商業高等学校として開校。※ 1976年（昭和51年）頃、現校名に改名された。
- 1974年（昭和49年） - 普通科と商業系学科を併置して開設。
- 2019年（平成31年） - 総合学科を新設。普通科と商業科の新入生募集停止。
- 2021年（令和3年） - これまでの普通科と商業科の体制から総合学科のみの体制に改編予定。

## 校訓
- 達志

## 進路
普通科の生徒は進学が大半を占め、残りは就職する。商業科と情報処理科の生徒は進学と就職が1：1程度の割合である。進学は私立大学または高度専門学校がほとんどだが近年、国公立大学に推薦入試（名古屋市立大学や国立大学）などで合格する生徒も数人出てきた。

## 学校行事
- 球技大会
- 学校祭（文化祭、体育祭も含まれる）

## アクセス
- 名鉄名古屋本線 知立駅から徒歩で約13分。
- 名鉄三河線 三河知立駅から徒歩で約10分。